# Done with Mirrors
Done with Mirrors je album rock skupine Aerosmith. Izšel je leta 1985 pri založbi Geffen Records.

## Seznam skladb
1. "Let the Music Do the Talking" - 3:48
2. "My Fist Your Face" - 4:23
3. "Shame on You" - 3:22
4. "The Reason a Dog" - 4:13
5. "Shela" - 4:25
6. "Gypsy Boots" - 4:16
7. "She's on Fire" - 3:47
8. "The Hop" - 3:45
9. "Darkness" - 3:43